# Atlas Entertainment
L'Atlas Entertainment è una casa di produzione cinematografica statunitense, fondata nel 1995 dai coniugi Dawn Steel e Charles Roven.

## Filmografia

### Cinema
- Angus, regia di Patrick Read Johnson (1995)
- L'esercito delle 12 scimmie (Twelve Monkeys), regia di Terry Gilliam (1995)
- Il tocco del male (Fallen), regia di Gregory Hoblit (1998)
- City of Angels - La città degli angeli (City of Angels), regia di Brad Silberling (1998)
- Three Kings, regia di David O. Russell (1999)
- Rollerball, regia di John McTiernan (2002)
- Scooby-Doo, regia di Raja Gosnell (2002)
- I fratelli Grimm e l'incantevole strega (The Brothers Grimm), regia di Terry Gilliam (2005)
- Idlewild, regia di Bryan Barber (2006)
- Live! - Ascolti record al primo colpo (Live!), regia di Bill Guttentag (2007)
- La rapina perfetta (The Bank Job), regia di Roger Donaldson (2008)
- Agente Smart - Casino totale (Get Smart), regia di Peter Segal (2008)
- Bruce e Lloyd - Fuori controllo (Get Smart's Bruce and Lloyd Out of Control), regia di Gil Junger (2008)
- The International, regia di Tom Tykwer (2009)
- L'ultimo dei Templari (Season of the Witch), regia di Dominic Sena (2011)
- American Hustle - L'apparenza inganna (American Hustle), regia di David O. Russell (2013)
- The Great Wall, regia di Zhang Yimou (2016)
- Warcraft - L'inizio (Warcraft), regia di Duncan Jones (2016)
- Batman v Superman: Dawn of Justice, regia di Zack Snyder (2016)
- Suicide Squad, regia di David Ayer (2016)
- Una doppia verità (The Whole Truth), regia di Courtney Hunt (2016)
- Wonder Woman, regia di Patty Jenkins (2017)
- Justice League, regia di Zack Snyder (2017)
- Triple Frontier, regia di J. C. Chandor (2019)
- Zack Snyder's Justice League (2021)
- The Suicide Squad - Missione suicida (The Suicide Squad), regia di James Gunn (2021)
- Uncharted, regia di Ruben Fleischer (2022)
- Oppenheimer, regia di Christopher Nolan (2023)

### Televisione
- Scooby-Doo! La maledizione del mostro del lago (Scooby-Doo! Curse of the Lake Monster), regia di Brian Levant – film TV (2010)
- L'esercito delle 12 scimmie (12 Monkeys) – serie TV, 47 episodi (2015-2018)